# Bambi Schieffelin
Bambi Schieffelin (n. 1945) es una lingüista antropóloga del departamento de Antropología de la Universidad de Nueva York. La mayor parte de sus trabajos tratan sobre la socialización lingüística, el contacto lingüístico, la ideología lingüística, el criollo haitiano y  las misiones religiosas.
Se graduó y doctoró en Antropología en la Universidad de Columbia, y centró sus estudios de postgrado en Psicología del Desarrollo.
Ha llevado a cabo un extenso trabajo de campo en Papúa Nueva Guinea, donde recopiló un diccionario de Kaluli, una lengua del Monte Bosavi.
Recientemente, ha centrado su investigación en la lengua juvenil utilizada en mensajería instantánea y mensajes de texto, en concreto, el uso de la palabra inglesa like.  Schieffelin ha centrado su interés en la actualidad en los aspectos lingüísticos del fenómeno Lolcat.

## Trabajos destacados
- 2007 Consequences of Contact: Language Ideologies and Sociocultural Transformations in Pacific Societies
- 1998 Language Ideologies
- 2005 The Give and Take of Everyday Life